# Janez Bukovec
Janez Bukovec, slovenski ekonomist. * 18. december 1925, Ljubljana, † 13. april 1995, Ljubljana.

## Življenje in delo
Diplomiral je 1952 na ljubljanski Ekonomski fakulteti. Služboval je v Narodni banki Socialistične republike Slovenije, nato v Splošni gospodarski banki SRS in bil v letih 1965−1967 svetovalec vlade SRS. Leta 1968 se je zaposlil na Ekonomski fakulteti v Ljubljani in prav tam 1973 tudi doktoriral ter postal 1981 redni profesor. V znanstveno-raziskovalnem delu se je posvetil proučevanju področja poslovnih financ in bančništva. Napisal je več učbenikov, strokovnih knjig ter v domači in tuji  strokovni literaturi objavil več deset člankov.